# Preston North End Football Club 2014-2015
Questa voce raccoglie le informazioni riguardanti il Preston North End Football Club nelle competizioni ufficiali della stagione 2014-2015.

## Maglie e sponsor
| Casa | Trasferta |

## Rosa
| N. |                        | Ruolo | Calciatore     |
| -- | ---------------------- | ----- | -------------- |
| 1  | Inghilterra (bandiera) | P     | Jamie Jones    |
| 2  | Irlanda (bandiera)     | C     | Keith Keane    |
| 3  | Inghilterra (bandiera) | D     | Scott Laird    |
| 4  | Inghilterra (bandiera) | D     | Scott Wiseman  |
| 5  | Inghilterra (bandiera) | D     | Tom Clarke     |
| 6  | Australia (bandiera)   | D     | Bailey Wright  |
| 7  | Giamaica (bandiera)    | C     | Chris Humphrey |
| 8  | Australia (bandiera)   | C     | Neil Kilkenny  |
| 9  | Inghilterra (bandiera) | A     | Kevin Davies   |
| 11 | Inghilterra (bandiera) | C     | Lee Holmes     |
| 12 | Scozia (bandiera)      | C     | Paul Gallagher |
| 14 | Inghilterra (bandiera) | A     | Joe Garner     |
| 15 | Inghilterra (bandiera) | D     | Calum Woods    |
| 16 | Inghilterra (bandiera) | D     | David Buchanan |

| N. |                             | Ruolo | Calciatore         |
| -- | --------------------------- | ----- | ------------------ |
| 17 | Inghilterra (bandiera)      | C     | Kyel Reid          |
| 18 | Irlanda del Nord (bandiera) | A     | Andrew Little      |
| 19 | Inghilterra (bandiera)      | C     | John Welsh         |
| 20 | Inghilterra (bandiera)      | D     | Ben Davies         |
| 21 | Germania (bandiera)         | P     | Thorsten Stuckmann |
| 22 | Inghilterra (bandiera)      | C     | Jack King          |
| 23 | Inghilterra (bandiera)      | D     | Paul Huntington    |
| 24 | Irlanda (bandiera)          | C     | Will Hayhurst      |
| 25 | Inghilterra (bandiera)      | A     | Jordan Hugill      |
| 26 | Inghilterra (bandiera)      | P     | Steven James       |
| 30 | Inghilterra (bandiera)      | C     | Josh Brownhill     |
| 31 | Irlanda (bandiera)          | C     | Alan Browne        |
| 32 | Inghilterra (bandiera)      | D     | Nick Anderton      |

## Risultati

### Football League One
| Arbitro: | Webb |

|            |           |             |
| Garner 89’ | Marcatori | 52’ Cassidy |

| Arbitro: | Madley |

|  |           |                                               |
|  | Marcatori | 17’, 82’ Garner 39’ (aut.) Llera 48’ Humphrey |

| Arbitro: | Sutton |

|           |           |              |
| Tyson 90’ | Marcatori | 66’ Humphrey |

| Arbitro: | Duncan |

|         |           |  |
| King 4’ | Marcatori |  |

| Arbitro: | Stockbridge |

|            |           |            |
| Little 11’ | Marcatori | 41’ Baxter |

| Arbitro: | Berry |

|  |           |                             |
|  | Marcatori | 19’ Robinson 75’ Huntington |

| Arbitro: | Eltringham |

|                                     |           |            |
| Sawyers 7’ Bradshaw 49’ Downing 76’ | Marcatori | 36’ Garner |

| Arbitro: | Miller |

|                                    |           |                              |
| Browne 7’ Garner 15’ Brownhill 28’ | Marcatori | 31’, 79’, 90+1’ (rig.) Doyle |

| Arbitro: | Kevin Wright |

|                              |           |  |
| Wright 23’ Garner 65’ (rig.) | Marcatori |  |

| Arbitro: | Robinson |

|  |           |                              |
|  | Marcatori | 62’ Clarke 67’ (rig.) Garner |

| Arbitro: | Martin |

|                                                   |           |                       |
| Wiseman 21’ Browne 25’ Gallagher 47’ Humphrey 57’ | Marcatori | 16’ Healey 37’ Gilbey |

| Arbitro: | Langford |

|              |           |  |
| Williams 84’ | Marcatori |  |

| Arbitro: | Russell |

|                          |           |  |
| Gallagher 42’ Browne 81’ | Marcatori |  |

| Arbitro: | Linington |

|  |           |               |
|  | Marcatori | 59’ Gallagher |

| Arbitro: | Ilderton |

|                      |           |                           |
| Garner 60’, 63’, 79’ | Marcatori | 1’ Jordan 7’ (aut.) Laird |

| Arbitro: | Tierney |

|                                      |           |  |
| O'Connell 28’ Henderson 32’ Done 61’ | Marcatori |  |

| Arbitro: | Haines |

|            |           |                        |
| Garner 85’ | Marcatori | 26’ McArdle 86’ Yeates |

| Arbitro: | Roger East |

|  |           |              |
|  | Marcatori | 28’ Robinson |

| Arbitro: | Deadman |

|  |           |                             |
|  | Marcatori | 5’ Huntington 90’ Gallagher |

| Arbitro: | Coote |

|             |           |           |
| Wiseman 68’ | Marcatori | 39’ Baker |

| Arbitro: | Sheldrake |

|  |           |                |
|  | Marcatori | 45+1’ Beckford |

| Arbitro: | Paul Tierney |

|                      |           |  |
| Gallagher 16’ (rig.) | Marcatori |  |

| Arbitro: | Stockbridge |

|            |           |              |
| Cooper 81’ | Marcatori | 83’ Beckford |

| Arbitro: | Sarginson |

|                  |           |            |
| Ebanks-Blake 76’ | Marcatori | 45+2’ Ugwu |

| Arbitro: | Miller |

|                               |           |                 |
| McNulty 52’ Campbell-Ryce 70’ | Marcatori | 90+2’ Brownhill |

| Arbitro: | Duncan |

|                                   |           |                       |
| Beckford 22’ Gallagher 68’ (rig.) | Marcatori | 5’ Mooney 78’ Dagnall |

| Arbitro: | Drysdale |

|             |           |  |
| Johnson 18’ | Marcatori |  |

| Arbitro: | Adcock |

|                           |           |                |
| Wordsworth 18’ Fowler 87’ | Marcatori | 56’ Huntington |

| Arbitro: | Brown |

|            |           |  |
| Davies 21’ | Marcatori |  |

| Arbitro: | Bankes |

|  |           |                 |
|  | Marcatori | 30’, 79’ Garner |

| Arbitro: | Boyeson |

|             |           |                              |
| Spencer 72’ | Marcatori | 23’, 85’ Beckford 31’ Garner |

| Arbitro: | Kevin Wright |

|                           |           |  |
| Johnson 57’ Gallagher 71’ | Marcatori |  |

| Arbitro: | Haywood |

|  |           |                                                   |
|  | Marcatori | 2’ Huntington 32’ Johnson 52’ Garner 82’ Beckford |

| Arbitro: | Whitestone |

|                          |           |                        |
| Johnson 13’ Beckford 90’ | Marcatori | 81’ Forrester 84’ Main |

| Arbitro: | Probert |

|  |           |                         |
|  | Marcatori | 66’ Robinson 70’ Garner |

| Arbitro: | Kavanagh |

|                                        |           |            |
| Garner 11’, 24’, 72’, 79’ Beckford 82’ | Marcatori | 34’ Turton |

| Arbitro: | Eltringham |

|                          |           |  |
| Johnson 37’ Beckford 87’ | Marcatori |  |

| Arbitro: | Ilderton |

|            |           |            |
| Ibehre 79’ | Marcatori | 37’ Garner |

| Arbitro: | Madley |

|          |           |            |
| Ball 85’ | Marcatori | 9’ Johnson |

| Arbitro: | Woolmer |

|              |           |  |
| Beckford 36’ | Marcatori |  |

| Arbitro: | Heywood |

|  |           |                                        |
|  | Marcatori | 47’ Gallagher 53’ Johnson 80’ Humphrey |

| Arbitro: | Madley |

|              |           |               |
| Beckford 59’ | Marcatori | 63’ Wilbraham |

| Arbitro: | Coote |

|                           |           |                         |
| Beckford 36’ Robinson 45’ | Marcatori | 58’ McGlashan 90’ Legge |

| Arbitro: | Clark |

|                                 |           |                               |
| O'Connor 52’ (rig.), 85’ (rig.) | Marcatori | 12’ Johnson 59’ (rig.) Garner |

| Arbitro: | Sutton |

|                     |           |  |
| Garner 2’, 45’, 51’ | Marcatori |  |

| Arbitro: | Stroud |

|            |           |  |
| Moncur 82’ | Marcatori |  |